# Primera División (Uruguay) 1939
Die Saison 1939 der Primera División war die 36. Spielzeit (die 8. der professionellen Ära) der höchsten uruguayischen Spielklasse im Fußball der Männer, der Primera División.
Die Primera División bestand in der Meisterschaftssaison des Jahres 1939 aus elf Vereinen, deren Mannschaften in den insgesamt 100 Meisterschaftsspielen jeweils zweimal aufeinandertrafen. Es fanden 20 Spieltage statt. Die Meisterschaft gewann Nacional Montevideo. Die Bolsos setzten sich im Meisterschaftsfinale gegen Peñarol Montevideo durch, mit dem sie sich in der Jahresabschlusstabelle punktgleich die Tabellenführung hatten teilen müssen. Ein Absteiger wurde in jener Saison nicht ermittelt. Zwar trug der Tabellenletzte Bella Vista gegen den Club Atlético Progreso als Meister der Divisional Intermedia 1939 eine Relegation aus. Progreso setzte sich im ersten Spiel mit 2:1 durch. Die zweite Begegnung gewann Bella Vista mit 2:0. Im dritten und entscheidenden Aufeinandertreffen behielt Bella Vista mit 3:0 die Oberhand und blieb Erstligist. Torschützenkönig wurde mit 22 Treffern Atilio García.

## Jahrestabelle
| Pl. | Verein                    | Sp. | S  | U | N  | Tore    | Diff. | Punkte |
| --- | ------------------------- | --- | -- | - | -- | ------- | ----- | ------ |
| 1.  | Nacional Montevideo       | 20  | 13 | 2 | 5  | 060:170 | +43   | 28     |
| 1.  | Peñarol Montevideo (M)    | 20  | 13 | 2 | 5  | 056:250 | +31   | 28     |
| 3.  | Montevideo Wanderers      | 20  | 7  | 8 | 5  | 033:280 | +5    | 22     |
| 4.  | Liverpool FC              | 20  | 8  | 3 | 9  | 029:310 | −2    | 19     |
| 5.  | River Plate               | 20  | 6  | 7 | 7  | 025:300 | −5    | 19     |
| 6.  | Club Atlético Defensor    | 20  | 6  | 7 | 7  | 029:440 | −15   | 19     |
| 7.  | Racing Club de Montevideo | 20  | 6  | 7 | 7  | 028:450 | −17   | 19     |
| 8.  | Central                   | 20  | 6  | 6 | 8  | 023:420 | −19   | 18     |
| 9.  | Rampla Juniors            | 20  | 6  | 5 | 9  | 036:420 | −6    | 17     |
| 10. | Sud América               | 20  | 5  | 6 | 9  | 036:370 | −1    | 16     |
| 11. | Bella Vista               | 20  | 5  | 5 | 10 | 027:410 | −14   | 15     |

| (M) | Meister der vorangegangenen Saison |

## Meisterschaftsfinale
| Nacional Montevideo                                              | Nacional Montevideo | Peñarol Montevideo | Peñarol Montevideo |
| ---------------------------------------------------------------- | --- | --- | ------------------ |
| Nacional Montevideo                                              | \| 28. April 1940 in Montevideo, Uruguay (Estadio Centenario) \| \| Ergebnis: 3:2 n. V. (1:1, 1:0) \| \| Zuschauer: 43.000 \| \| Schiedsrichter: Aníbal Tejada, Nobel Valentini, Juan José Nilson \|         | \| 28. April 1940 in Montevideo, Uruguay (Estadio Centenario) \| \| Ergebnis: 3:2 n. V. (1:1, 1:0) \| \| Zuschauer: 43.000 \| \| Schiedsrichter: Aníbal Tejada, Nobel Valentini, Juan José Nilson \|           | Peñarol Montevideo |
| Nacional Montevideo                                              | Aníbal Paz – Luis Fazio, Juan Ramón Cabrera – Luis Alberto Pérez Luz, Rodolfo Pini, Eugenio Galvalisi – Luis Volpi, Aníbal Ciocca, Atilio García, Francisco Arispe, Roberto Porta Cheftrainer: Héctor Castro | Julio Barrios – Agustín Prado, Mário Barradas – Erebo Zunino, Francisco Palermo, Raúl Rodríguez – Nicolás Orlando, Pedro Lago, Sylvio Pirillo, Severino Varela, Adelaido Camaití Cheftrainer: Athuel Velázquez | Peñarol Montevideo |
| Nacional Montevideo                                              | 1:0 Francisco Arispe (39.) 2:1 Luis Volpi (98.) 3:1 Atilio García (103.) | 1:1 Adelaido Camaití (85.) 3:2 Adelaido Camaití (110.) | Peñarol Montevideo |
| 28. April 1940 in Montevideo, Uruguay (Estadio Centenario)       | | |                    |
| Ergebnis: 3:2 n. V. (1:1, 1:0)                                   | | |                    |
| Zuschauer: 43.000                                                | | |                    |
| Schiedsrichter: Aníbal Tejada, Nobel Valentini, Juan José Nilson | | |                    |